# Kajakarstwo na Letnich Igrzyskach Olimpijskich 2008 – K-4 1000 m mężczyzn
K-4 1000 metrów mężczyzn to jedna z konkurencji w kajakarstwie klasycznym rozgrywanych podczas Letnich Igrzysk Olimpijskich 2008. Kajakarze rywalizowali między 18 a 22 sierpnia na torze Park Olimpijski Shunyi w Pekinie.

## Terminarz
Wszystkie godziny są podane w czasie pekińskim (UTC+08:00)
| Data             | Godzina |            |
| ---------------- | ------- | ---------- |
| 18 sierpnia 2008 | 17:30   | Eliminacje |
| 20 sierpnia 2008 | 16:40   | Półfinał   |
| 22 sierpnia 2008 | 17:20   | Finał      |

## Wyniki

### Eliminacje
Osady z miejsc 1-3 z każdego z biegów eliminacyjnych awansowały do finału. Pozostałe osady awansowały do półfinałów.
Bieg 1
| Pozycja | Zawodnik                                                               | Czas     | Uwagi |
| ------- | ---------------------------------------------------------------------- | -------- | ----- |
| 1.      | Lutz Altepost Norman Bröckl Torsten Eckbrett Björn Goldschmidt         | 2:57,148 | QF    |
| 2.      | Márton Sik István Beé Ákos Vereckei Gábor Bozsik                       | 2:57,242 | QF    |
| 3.      | Raman Piatruszenka Alaksiej Abałmasau Artur Litwinczuk Wadzim Machnieu | 2:58,825 | QF    |
| 4.      | Li Zhen Liu Haitao Zhou Peng Lin Miao                                  | 2:59,271 |       |
| 5.      | Dave Smith Tony Schumacher Tate Smith Clint Robinson                   | 3:00,920 |       |

Bieg 2
| Pozycja | Zawodnik                                                                 | Czas     | Uwagi |
| ------- | ------------------------------------------------------------------------ | -------- | ----- |
| 1.      | Richard Riszdorfer Michal Riszdorfer Erik Vlček Juraj Tarr               | 2:57,876 | QF    |
| 2.      | Franco Benedini Antonio Rossi Alberto Ricchetti Luca Piemonte            | 2:58,627 | QF    |
| 3.      | Marek Twardowski Tomasz Mendelski Paweł Baumann Adam Wysocki             | 2:59,290 | QF    |
| 4.      | Ilja Miedwiediew Jewgienij Sałachow Anton Wasiljew Konstantin Wiszniakow | 2:59,518 |       |
| 5.      | Brady Reardon Angus Mortimer Chris Pellini Rhys Hill                     | 3:06,811 |       |

## Półfinał
Trzy najszybsze osady z półfinału awansowało do finału.
| Pozycja | Zawodnik                                                                 | Czas     | Uwagi |
| ------- | ------------------------------------------------------------------------ | -------- | ----- |
| 1.      | Ilja Miedwiediew Jewgienij Sałachow Anton Wasiljew Konstantin Wiszniakow | 3:00,459 | QF    |
| 2.      | Li Zhen Liu Haitao Zhou Peng Lin Miao                                    | 3:01,787 | QF    |
| 3.      | Brady Reardon Angus Mortimer Chris Pellini Rhys Hill                     | 3:02,572 | QF    |
| 4.      | Dave Smith Tony Schumacher Tate Smith Clint Robinson                     | 3:02,743 |       |

## Finał
| Pozycja | Zawodnik                                                                 | Czas     | Uwagi |
| ------- | ------------------------------------------------------------------------ | -------- | ----- |
| złoto   | Raman Piatruszenka Alaksiej Abałmasau Artur Litwinczuk Wadzim Machnieu   | 2:55,714 |       |
| srebro  | Richard Riszdorfer Michal Riszdorfer Erik Vlček Juraj Tarr               | 2:56,593 |       |
| brąz    | Lutz Altepost Norman Bröckl Torsten Eckbrett Björn Goldschmidt           | 2:56,676 |       |
| 4.      | Franco Benedini Antonio Rossi Alberto Ricchetti Luca Piemonte            | 2:57,626 |       |
| 5.      | Márton Sik István Beé Ákos Vereckei Gábor Bozsik                         | 2:59,009 |       |
| 6.      | Marek Twardowski Tomasz Mendelski Paweł Baumann Adam Wysocki             | 2:59,505 |       |
| 7.      | Li Zhen Liu Haitao Zhou Peng Lin Miao                                    | 3:00,078 |       |
| 8.      | Ilja Miedwiediew Jewgienij Sałachow Anton Wasiljew Konstantin Wiszniakow | 3:00,654 |       |
| 9.      | Brady Reardon Angus Mortimer Chris Pellini Rhys Hill                     | 3:01,630 |       |